# Brudens far 2
Brudens far 2 är en amerikansk film från 1995 i regi av Charles Shyer. Filmen är en uppföljare till Brudens far från 1991.

## Handling
George Banks befinner sig i en medelålderskris och får reda på att hans fru väntar ett sladdbarn.

## Rollista
- Steve Martin - George Banks
- Diane Keaton - Nina Banks
- Martin Short - Franck Eggelhoffer
- Kimberly Williams - Annie Banks-MacKenzie
- George Newbern - Bryan MacKenzie
- Kieran Culkin - Matty Banks